# Ronneby Airport
Ronneby Airport, (IATA: RNB, ICAO: ESDF) er en regional lufthavn placeret ved Kallinge, 8 km nord for Ronneby i Blekinge, Sverige. I 2009 ekspederede den 191.210 passagerer og 1.864 landinger. Området deles med den militære Wing, F 17 Kallinge.

## Flytrafik
Blekingeflyg har siden 2006 haft en sommerrute til Visby Airport på Gotland. Selskabet åbnede i juli 2007 en rute til Gdansk med 2 ugentlige flyvninger, men valgte allerede 29. august 2008 at nedlægge ruten på grund af svigtende billetsalg.
Wings of Bornholm havde i 2010 planer om at åbne en sommerrute imellem Bornholms Lufthavn og Ronneby, men planerne blev opgivet da selskabet lukkede i april 2010.
Der er få charterflyvninger om året, da de store rejsearrangører benytter andre lufthavne i området. I 2009 rejste 659 passagerer udenrigs fra Ronneby. 

### Selskaber og destinationer
- Blekingeflyg – Stockholm-Bromma, Visby (sommer)
- SAS – Stockholm-Arlanda

### Trafiktal
| År   | Passagerer | % forskel | Landinger | % forskel |
| ---- | ---------- | --------- | --------- | --------- |
| 2009 | 191.210    | 7.8       | 1.707     | 20.8      |
| 2008 | 206.940    | 6         | 2.156     | 7         |
| 2007 | 219.514    | 5         | 2.318     | 11        |
| 2006 | 209.613    | 2         | 2.086     | 1         |
| 2005 | 205.100    | 1         | 2.056     | 14        |